# Malpighia souzae
Malpighia souzae là một loài thực vật có hoa trong họ Malpighiaceae. Loài này được Miranda mô tả khoa học đầu tiên năm 1957.